# František Josef I. z Lichtenštejna
František Josef I. Jan Adam kníže z Lichtenštejna (německy Franz Josef I. Johann Adam Fürst von und zu Liechtenstein, 19. listopad 1726, Milán – 18. srpen 1781, Mety) byl lichtenštejnský kníže od roku 1772 až do své smrti. V mládí se uplatnil jako voják císařské armády a diplomat ve službách Habsburků. Jako vládnoucí kníže rezignoval na další aktivity ve veřejném životě a zaměřil se na správu rozsáhlého rodového majetku na Moravě, v Čechách a Dolním Rakousku.

## Život

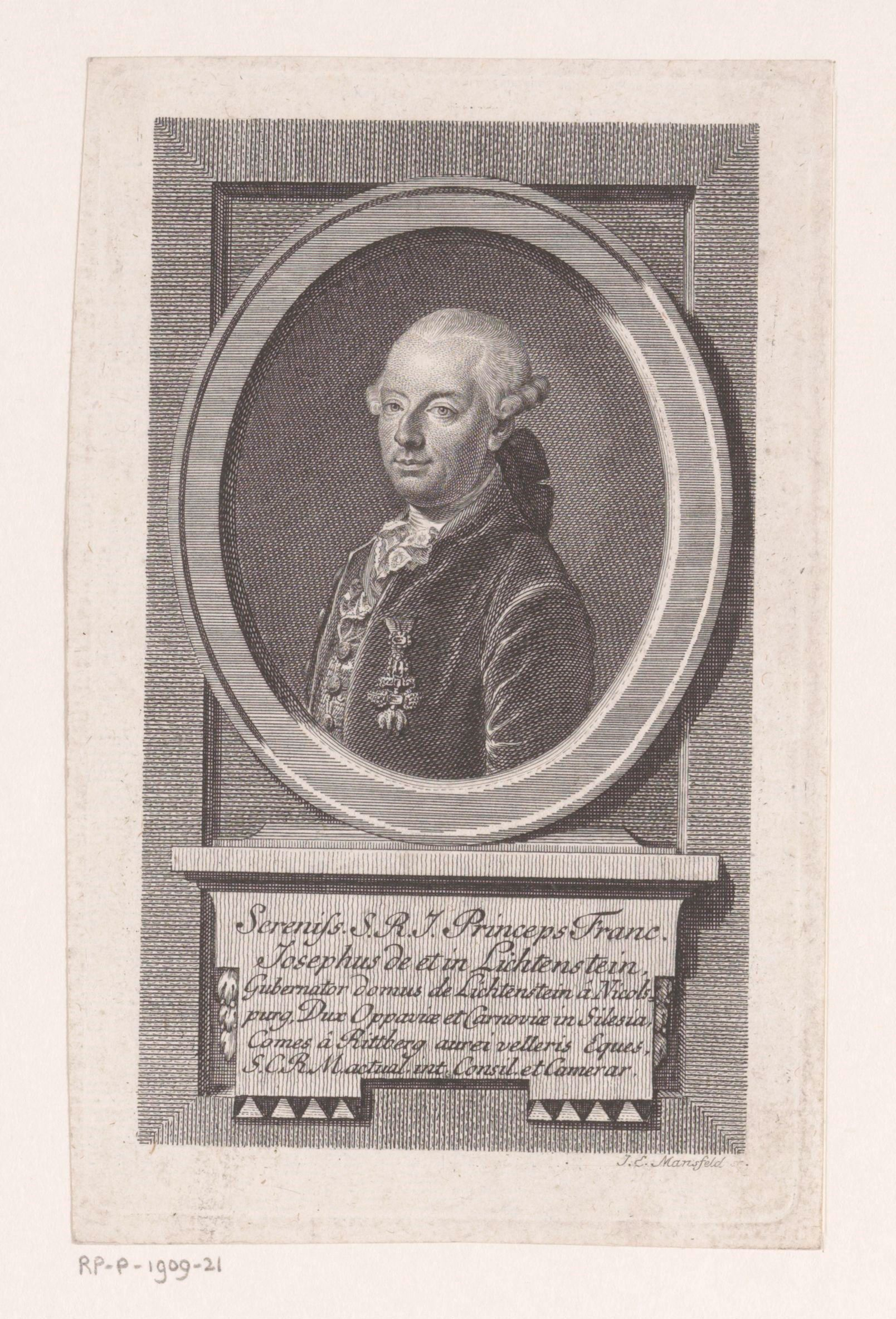
František Josef I. kníže z Lichtenštejna

Pocházel z knížecího rodu Lichtenštejnů, narodil se jako nejstarší syn prince Emanuela z Lichtenštejna (1700–1771), matka Marie Antonie (1706–1777) patřila k rodině Ditrichštejnů. I když náležel k vedlejší linii Lichtenštejnů, díky předčasným úmrtím vzdálenějších příbuzných byl od roku 1748 předurčen jako dědic lichtenštejnského knížectví. Svou kariéru v armádě a diplomacii budoval pod patronátem strýce, polního maršála knížete Josefa Václava (1696–1772). Svého strýce doprovázel za války o rakouské dědictví do severní Itálie, kde bojoval ve vítězné bitvě u Piacenzy (1745). V roce 1760 byl členem diplomatického poselstva do Parmy, které mělo přivézt do Vídně princeznu Isabelu jako nevěstu Josefa II. V roce 1761 doprovázel do Mergentheimu prince Karla Alexandra Lotrinského k převzetí titulu velmistra Řádu německých rytířů. Nejvýznamnější diplomatickou misi vykonal v roce 1763, kdy stál v čele poselstva žádajícího o ruku infantky Marie Ludoviky pro arcivévodu Leopolda (jejich sňatek v zastoupení se konal již v únoru 1764 v Madridu, až o rok později se osobně setkali v Innsbrucku). František Josef byl v roce 1767 jmenován císařským tajným radou a v roce 1771 obdržel Řád zlatého rouna.

### Hlavou rodu
V roce 1772 se stal hlavou rodu Lichtenštejnů po smrti strýce Josefa Václava a do smrti byl panujícím lichtenštejnským knížetem. Po strýci zároveň zdědil stěžejní majetek na Moravě a v Čechách (Valtice, Lednice, Břeclav, Branná, Plumlov, Moravská Třebová, Bučovice, Ruda nad Moravou, Zábřeh, Úsov, Lanškroun). Již o rok dříve zdědil po otci panství Moravský Krumlov, kterého se ale v roce 1772 vzdal ve prospěch mladšího bratra Karla. V roce 1772 se navíc stal univerzálním dědicem své vzdálené tety Marie Terezie Savojské (1694–1772) a převzal značný majetek ve středních Čechách (panství Kostelec nad Černými lesy, Uhříněves se zámkem v Kolodějích, Kounice a Rataje nad Sázavou). S ohledem na vysoké výdaje na reprezentaci v armádě a diplomacii za vlády jeho strýce odmítl další působení u dvora a soustředil se na správu zděděného majetku. S podporou schopných hospodářských úředníků inicioval na svých panstvích ekonomické reformy, zároveň se ale nevyhýbal dalším úpravám rodových sídel. Nechal například znovu přestavět zámek v Lednici (projekt Isidore Canevale). Plánoval také přestavbu hradu ve Šternberku jako letního sídla pro svou manželku (rozenou Šternberkovou), k té ale nedošlo.
Kníže František Josef I. zemřel náhle na cestě do Paříže 18. srpna 1781 ve francouzských Metách. Jeho ostatky byly uloženy v rodové hrobce Lichtenštejnů v moravském Vranově.

## Rodina
V roce 1750 se ve Valticích oženil s hraběnkou Marií Leopoldinou ze Šternberka (1733–1809), dámou Řádu hvězdového kříže, dcerou diplomata a dvořana František Filip ze Šternberka. Z jejich manželství se narodilo osm dětí. Nejstarší dva synové zemřeli v dětství, další dva synové postupně zdědili knížecí titul.
- 1. Josef František (6. července 1752 – 17. února 1754)
- 2. Marie Leopoldina Adelgunda (30. ledna 1754 – 16. října 1823), nositelka Řádu hvězdového kříže, ⚭ 1771 Karel Emanuel Hesensko-Rotenburský (5. června 1746 – 23. března 1812), lankrabě hesensko-rotenburský
- 3. Marie Antonie (14. března 1756 – 1. prosince 1821), dáma Řádu hvězdového kříže, jeptiška v Essenu
- 4. František de Paula Josef (19. května 1758 – 15. srpna 1760)
- 5. Alois I. Josef (1759–1805), dědic knížecího titulu 1781, ∞ 1783 Karolína hraběnka z Manderscheid-Blankenheimu (1768–1831)
- 6. Jan I. Josef (1760–1836), dědic knížecího titulu 1805, c. k. polní maršál, rytíř Řádu zlatého rouna, ∞ 1792 Marie Josefína lantkraběnka z Fürstenbergu-Weitry (1776–1848), dáma Řádu hvězdového kříže
- 7. Filip Josef (2. července 1762 – 18. května 1802), c. k. komoří, podplukovník
- 8. Marie Josefa Hermengilda (1768–1845), dáma Řádu hvězdového kříže, ∞ 1783 Mikuláš II. kníže Esterházy z Galanty (1765–1833), c. k. polní zbrojmistr, tajný rada, komoří, rytíř Řádu zlatého rouna

František Josef měl dvanáct sourozenců, z nichž Jan Josef (1734–1781) dosáhl v armádě hodnosti generálmajora, další bratr Filip Josef (1731–1757) padl za sedmileté války v bitvě u Štěrbohol. Další bratr Karel Boromejský (1730–1789) založil vedlejší linii, sekundogenituru na Moravském Krumlově.